# Перкин, Наум Соломонович
Нау́м Соломо́нович Пе́ркин (бел. Навум Саламонавіч Перкін; 2 (15) февраля 1912, Туров — 2 октября 1976, Минск) — белорусский советский литературовед, литературный критик, прозаик. Доктор филологических наук (1964), профессор (1965). Лауреат Государственной премии БССР имени Якуба Коласа (1980). Член СП СССР (1954). Член ВКП(б) с 1945 года.

## Биография
Родился 2 (15) февраля 1912 года в Турове (ныне Гомельская область, Беларусь) в еврейской семье ремесленника-кустаря. В 1928 году поступил в Гомельский педагогический техникум, в 1929—1931 годах работал учителем в начальных школах на Гомельщине. Окончил литературный факультет МГПИ имени М. Горького (1936) и аспирантуру при институте (1941).
Участник Великой Отечественной войны. С 1941 года — на фронте, с 1942 года в партизанах на Брянщине, с 1944 года вновь на фронте.
С 1946 года — научный сотрудник, в 1963—1976 годах — заведующий сектором Института литературы имени Янки Купалы АН БССР.
Умер 2 октября 1976 года в Минске.

## Научная деятельность
В 1950 году защитил кандидатскую диссертацию «Творчасць Аркадзя Куляшова» в институте Института литературы имени Янки Купалы АН Белорусской ССР. Исследовал творчество П. У. Бровки, П. Ф. Глебки, А. А. Кулешова. Один из авторов «Истории белорусской советской литературы» (т. 1, 1964), «Истории советской многонациональной литературы» [т. 1-2 (кн. 1), 1970—1971], «Беларуская савецкая літаратура : Падручнік для X класа» (1968), «Беларуская савецкая літаратура : Дапаможнік для ІХ—Х классы» (с Ю. С. Пширковым; 1959—1973).
Известен как автор автобиографических повестей «Я стал партизаном» (1979) и «Мальчик из местечка» (1981).

## Награды и премии
- орден Красной Звезды (3.5.1945)
- медаль «Партизану Отечественной войны» I степени
- Государственная премия Белорусской ССР имени Якуба Коласа (1980) — за участие в создании исследований «Истории белорусской дооктябрьской литературы» и «Истории белорусской советской литературы».

## Память
- Именем Н. С. Перкина названа улица в его родном Турове.